# Бельтюковы
Бельтюковы — упразднённая в 2012 году деревня в Верхнекамском районе Кировской области России. Входила в состав Лойнского сельского поселения.

## География
Деревня находится на северо-востоке области, в центральной части района. Фактически слился с селом Лойно. С востока находилась деревня Ташкиново. Расстояние до районного центра (города Кирс) — 49 км.
Абсолютная высота — 159 метров над уровнем моря.

### Климат
Расположен в зоне средней тайги. Вегетационный период короткий и составляет 153—157 дней, безморозный период — 105—110 дней.

## История
Снят с учёта 28.06.2012 Законом Кировской области от 28.06.2012 № 178-ЗО.

## Население
| 2010 |
| ---- |
| 0    |

## Инфраструктура
Было личное подсобное хозяйство.

## Транспорт
Автодорога Лойно — Южаки.